# Surcapitalisation
La surcapitalisation désigne une situation où les capitaux disponibles excèdent notablement les besoins nécessaires au renouvellement ou à la création d'actifs, même en présence d'opportunités financières avantageuses. Par exemple, la Norvège a utilisé ses revenus pétroliers initialement pour se désendetter puis pour constituer des réserves financières destinées aux générations futures« Le Fonds souverain norvégien », sur Norges Bank Investment Management.
Dans la théorie économique, la surcapitalisation fait parfois l'objet de critiques keynésiennes en raison du rôle jugé improductif d'un excès de ressources financières détenues par un État ou un monopole, face aux besoins de crédit insatisfaits des agents économiquesJohn Maynard Keynes, Théorie générale de l'emploi, de l'intérêt et de la monnaie, Macmillan, 1936.
Cependant, la notion de surcapitalisation, historiquement considérée comme une thésaurisation improductive par Aristote, Saint-Augustin, Say ou Marx, est devenue dans les théories modernes un outil susceptible de favoriser la création d'entreprises et la couverture des risques financiers, comme proposé par le Professeur Clairviel (CNAM, 2003)« Théorie du contre-risque par surcapitalisation », sur CNAM.
La surcapitalisation adossée (SURCAD) désigne une technique financière où un projet nécessitant un capital initial est financé largement au-delà des besoins immédiats afin de couvrir les risques éventuels d'échec par le placement excédentaire en titres sécurisés (OAT, Bons du Trésor, etc.)« Les techniques de couverture financière des projets risqués », sur Ministère de l'Économie et des Finances, 2012. En pratique, les garanties prennent souvent la forme d'une garantie à première demande émise par une entité "Monoline" notée triple A« Garanties financières et risques de contrepartie », sur Autorité des marchés financiers (AMF).
Cette approche financière permet d'affirmer qu'un investisseur peut éviter la perte totale de son capital en cas d'échec, malgré les critiques indiquant qu'elle favorise la finance virtuelle au détriment de l'économie réelle« Finance virtuelle et économie réelle : une opposition théorique », sur Cairn.info. Toutefois, cette méthode financière peut faciliter l'émergence de projets autrement non finançables, comme illustré par le financement de grands projets internationaux tels que l'aéroport de Shanghai« Case Study: Shanghai Airport Financing Structure », sur World Bank Publications.
Depuis 2004, plus de 600 entreprises auraient été créées sur le principe de la SURCAD selon Europartnership« Rapport Europartnership sur la SURCAD ». Cette méthode a aussi trouvé des applications dans les FCPI et FCPR en France« FCPI et FCPR : modes de fonctionnement et implications », sur Ministère de l'Économie et des Finances.
Enfin, diverses recherches académiques tentent actuellement d'intégrer cette technique dans des solutions plus globales comme les partenariats public-privé et les titrisations adossées« Titrisation et surcapitalisation : enjeux contemporains », sur Institut Européen d'Économie, Université Laval.